# Phoenicocoris dissimilis
Phoenicocoris dissimilis is een wants uit de familie van de blindwantsen (Miridae). De soort werd het eerst wetenschappelijk beschreven door Odo Reuter in 1878.

## Uiterlijk
De glanzend zwarte blindwants is als volwassen dier altijd langvleugelig en kan ongeveer 3,5 mm lang worden. Het lichaam van de wants is bedekt met schubachtige gele haartjes en dunne zwarte haren. De mannetjes zijn langwerpig van vorm en de vrouwtjes meer ovaal. Van de zwarte antennes zijn de laatste twee segmenten geelbruin. De pootjes zijn ook zwart met uitzondering van de uiteinden van de dijen en schenen die bruingrijs van kleur zijn.

## Leefwijze
De wants overwintert als eitje en de soort kent een enkele generatie per jaar. De volgroeide dieren kunnen in juni en juli aangetroffen worden op coniferen zoals zilverspar (Abies), den (Pinus) en lork (Larix).

## Leefgebied
In Nederland is de soort zeer zeldzaam. De wants komt voor in Midden-, Oost- en Noord-Europa en is ook geïntroduceerd in Noord-Amerika.